# Людино-машинний інтерфейс

Людино-машинний інтерфейс.

Люди́но-маши́нний інтерфе́йс (англ. Human machine interface, HMI) — термін, що охоплює інженерні рішення, котрі забезпечують взаємодію оператора з керованими ним машинами. 
Під "машиною" в цьому випадку розуміється система з усіх технічних засобів, що бере участь у процесі вимірювання, контролю, сигналізації та керуванні, а під «людиною» – оператор-технолог, який бере безпосередню участь в процесі керування.
Створення систем людино-машинного інтерфейсу тісно пов'язане з ергономікою, але не тотожно їй. Проєктування людино-машинного інтерфейсу, охоплює: створення робочого місця (крісла, столу, або пульта керування), розміщення приладів і органів керування, освітлення робочого місця, а, можливо, і мікроклімат. Далі розглядаються дії оператора з органами керування: їх доступність і потрібні зусилля, узгодженість (несуперечність) і «захист від дурня», розташування дисплеїв і розміри написів на них.